# Haszem Bejkzade
Mohammad Haszem Bejkzade (ur. 22 stycznia 1984 w Szirazie) – irański piłkarz występujący na pozycji obrońcy w irańskim klubie Naft Teheran oraz w reprezentacji Iranu. Znalazł się w kadrze na Mistrzostwa Świata 2014.